# 上場廃止となった企業一覧
上場廃止となった企業一覧（じょうじょうはいしとなったきぎょういちらん）は、過去に上場廃止となった企業の一覧である。
主に倒産や株式非公開化に伴って上場廃止になった企業について記述する。株式交換や合併による上場廃止はここでは記述しない。

## 日本国内の市場で上場廃止となった企業
- 東証での上場廃止は東京証券取引所で上場廃止となった企業一覧
- 大証での上場廃止は大阪証券取引所で上場廃止となった企業一覧
- JASDAQでの上場廃止はジャスダックで上場廃止となった企業一覧
- ヘラクレスでの上場廃止はヘラクレスで上場廃止となった企業一覧
- 名証での上場廃止は名古屋証券取引所で上場廃止となった企業一覧
- 福証での上場廃止は福岡証券取引所で上場廃止となった企業一覧
- 札証での上場廃止は札幌証券取引所で上場廃止となった企業一覧
- TOKYO PRO Marketでの上場廃止はTOKYO PRO Market企業一覧
- グリーンシートでの指定取消はグリーンシート取引廃止銘柄一覧
- フェニックスでの指定取消はフェニックス取引廃止銘柄一覧

## 日本国外の市場で上場廃止となった企業
- インテリジェント・メディカル・イメージング（1999年5月 NASDAQ）
- エンロン（2002年1月 ニューヨーク証券取引所）
- ワールドコム（2002年 NASDAQ）
- アバントゴー（2003年 NASDAQ）
- ピーコック（2006年2月1日 ロンドン証券取引所）
- BAA（2006年8月15日 ロンドン証券取引所）
- エレクトラベル（2007年7月10日 ユーロネクスト）